# Monastero di San Bonifacio (Hameln)

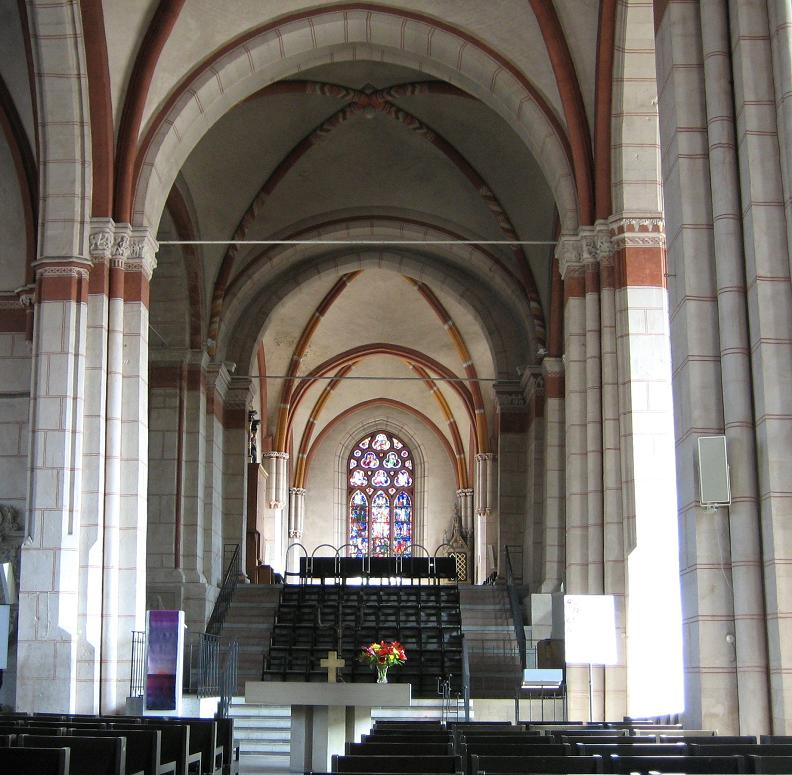
L'interno della chiesa

Il monastero di San Bonifacio di Hameln (oggi chiesa collegiata di san Bonifacio) era un monastero benedettino posto presso la città di Hameln, Germania. Il monastero era storicamente dipendente dall'abbazia di Fulda.

## Storia

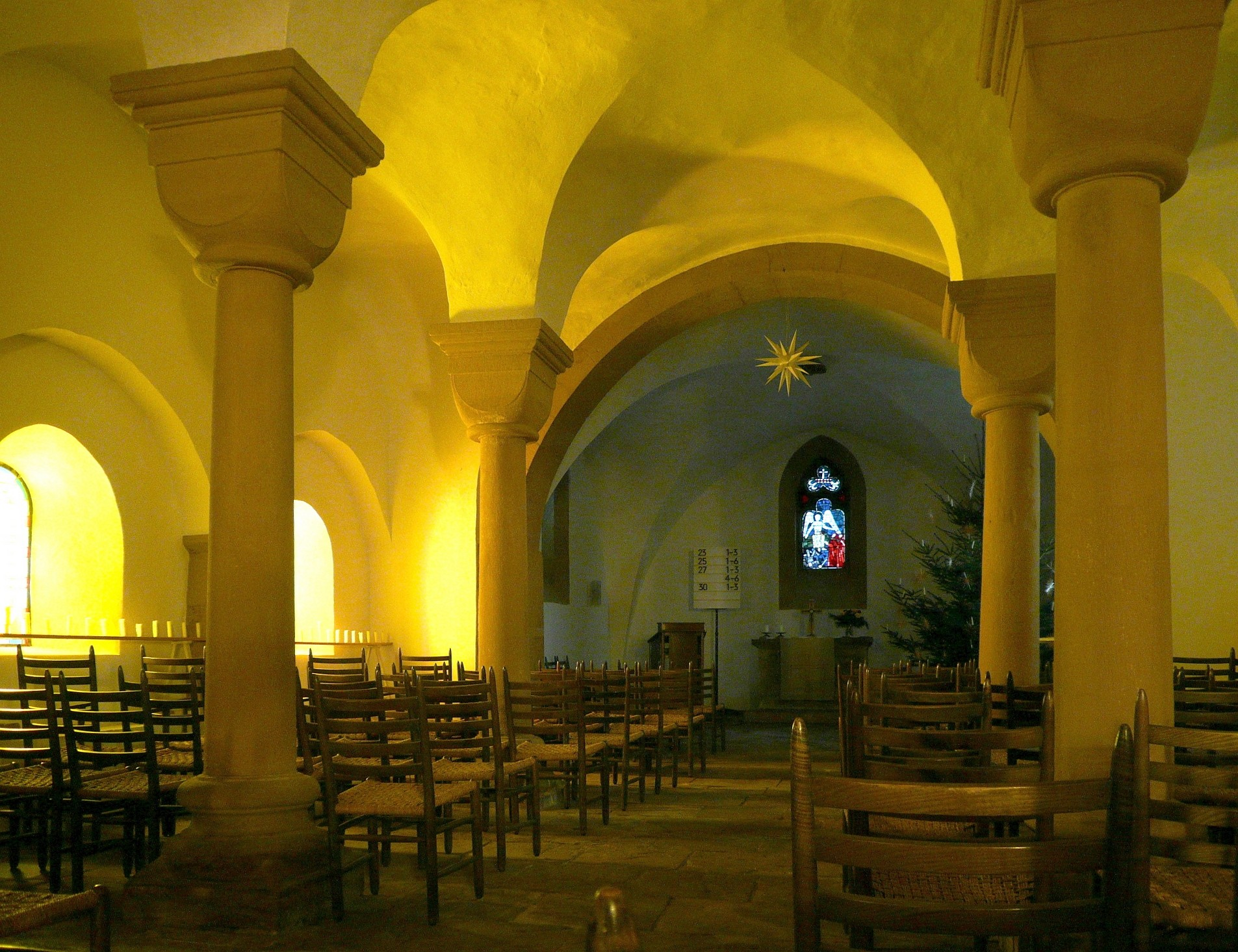
La cripta della cattedrale

Lo stemma della città di Hameln con un'immagine stilizzata della cattedrale nella parte superiore

La parte più antica che meglio racconta la storia del monastero di San Bonifacio di Hameln è la cripta che risale all'epoca della fondazione della chiesa, ovvero all'anno 800 o poco dopo quando due coniugi sassoni Bernhard e Christina von Engern und Ohsen si impegnarono nella costruzione dell'edificio. Quando entrambi morirono nell'826 senza discendenti, la loro proprietà passò all'abbazia benedettina imperiale di Fulda, che qui stabilì un proprio monastero sussidiario, trasportandovi parte delle reliquie del proprio fondatore, San Bonifacio, da cui la dedicazione. Nell'851 vennero qui portate le ossa di San Romano di Cesarea che si aggiunse come santo patrono sino al XIII secolo quando, comunque, San Bonifacio prevalse nel culto.
Probabilmente nell'XI secolo il monastero fu trasformato in chiesa collegiata, sotto la cui giurisdizione si sviluppò l'insediamento mercantile di Hameln. La basilica venne completamente restaurata nel 1259 dopo lo scoppio di un tremendo incendio e successivamente l'abbazia di Fulda decise di vendere la sua proprietà del feudo di Hamelin al ducato di Minden. Nel secolo successivo la chiesa fu sottoposta ad ampi lavori di ristrutturazione, che portarono all'attuale aspetto gotico della struttura.
La Riforma protestante, che pure interessò vaste aree attorno ad essa, interessò la chiesa solo a partire dal 1578. Questo portò alla dispersione della maggior parte degli arredi di epoca medievale e nel 1760 venne infine demolito anche l'antico chiostro pe lasciare il posto alle fortificazioni cittadine. La chiesa iniziò a deteriorarsi e alla fine fu abbandonata come luogo di culto. All'inizio del XIX secolo era adibita a stalla e magazzino.
Principalmente grazie agli instancabili sforzi del conte Franz von Schläger, alla fine prevalse la volontà di restaurare la cattedrale. Nel 1875 l'edificio venne riconsacrato e riaperto al culto protestante; cent'anni dopo la struttura venne completamente restaurata e la sua figura venne inclusa nello stemma cittadino di Hameln.